# Experiments
Experiments (Originaltitel: The Asphyx) ist ein britischer Horrorfilm-Klassiker aus dem Jahr 1972. Er ist dem Publikum auch unter dem Alternativtitel Challenge bekannt. In Deutschland auf Video im Mai 1988 erstmals erschienen.

## Handlung

### London in der Gegenwart
Ein Streifenwagen der Polizei trifft am Ort eines furchtbaren Verkehrsunfalls ein. Zwei PKW sind frontal zusammengestoßen. Die Fahrer der beiden Fahrzeuge sind durch die Windschutzscheiben geflogen und liegen reglos auf den Motorhauben ihrer Fahrzeuge. Einer der beiden Beamten aus dem Streifenwagen eilt zum Fahrzeug zurück, um die Ambulanz zu rufen. Der andere Beamte sieht nach dem dritten Opfer des Verkehrsunfalls. Ein Mann liegt unter den beiden Fahrzeugen reglos auf der Fahrbahn. Der Polizeibeamte ergreift die Beine und will den vermeintlich Toten unter den Fahrzeugen hervorziehen. Da stöhnt der Mann plötzlich hörbar auf. Erschrocken hebt der Beamte den Kopf und sagt: „Das gibt’s doch nicht. Der Mann lebt noch!“

### London im viktorianischen Zeitalter
Hugo Cunningham ist ein wohlhabender und wissbegieriger Landadliger. Er ist aber auch ein überzeugter Philanthrop und daher in der Gesellschaft hoch angesehen. Sir Hugo ist Witwer und hat drei erwachsene Kinder. Aus der Ehe mit seiner ersten Frau stammen seine Tochter Christina und sein Sohn Clive. Der dritte ist Giles, Sir Hugo's Adoptivsohn. Darüber hinaus pflegt der nicht mehr ganz so junge Hugo sei geraumer Zeit eine enge Bekanntschaft mit Lady Emma, einer hoch angesehenen Dame aus bestem Hause. Aus der Bekanntschaft ist inzwischen eine tiefe, aufrichtige Liebe geworden.
Hugo möchte Lady Emma deshalb einen Heiratsantrag machen, welchen sie zu seiner großen Freude auch annimmt. An jenem Abend muss er sie kurz darauf jedoch alleine lassen. Denn er ist zu einem Treffen seines Clubs geladen. Die Mitglieder dieses Clubs, alles angesehene Herren der Gesellschaft, interessieren sich für allerlei neuartige, teils obskure Wissenschaften. So erklärt Hugo seiner Verlobten, er und seine Kollegen würden Tote fotografieren. Konkret handelt es sich um Personen, welche im Sterben liegen. Die Fotos entstehen exakt in jenem Augenblick, da der Tod eintritt. Dabei macht Hugo eine interessante Entdeckung. Auf allen Fotos, welche Hugo seinen Kollegen zeigt, ist ein merkwürdiger, schwarzer Fleck zu sehen. Es kann sich unmöglich um ein technisches Problem handeln. Denn alle Kameras und die Bedingungen, unter welchen die Fotos entstanden, wurden genauestens überprüft. So kommt Hugo zu einem überraschenden Resultat: Bei dem Fleck muss es sich wohl um eine Aufnahme der menschlichen Seele handeln. Genauer gesagt wurde die Seele der Verstorbenen im Moment des Austritts aus ihren Körpern fotografiert. Das erstaunt das versammelte Auditorium. Clive, welcher seinem Vater bei dem Vortrag assistierte, kann das zunächst nicht glauben. Aber Hugo ist von seiner Theorie überzeugt. Er muss sie jedoch bald darauf wieder verwerfen. Der Grund ist ein furchtbarer Unfall, welcher auf dem Cunningham-Anwesen geschieht. Bei einem Bootsunglück kommen Clive und Emma ums Leben.
Bei der Durchsicht des an jenem Tag aufgenommenen Filmmaterials entdeckt Hugo erneut einen schwarzen Fleck. Aber er bewegt sich nicht, wie er bei den Fotos dachte, von seinem Sohn weg, sondern auf ihn zu, als dieser mit dem Kopf gegen einen tiefhängenden Ast schlägt. Da erkennt Hugo, dass es sich um den Asphyx handeln muss, den Todesgeist, der jedem Menschen von Geburt an innewohnt. Am nächsten Tag erhält Hugo Besuch von Sir Edward, dem Präsidenten seines Clubs. Dieser berichtet, dass nach vielen Jahren wieder eine öffentliche Hinrichtung stattfinden soll. Die beiden Herren sind sich einig, dass sie der Todesstrafe entschieden entgegentreten wollen. Edward bittet daher Hugo, die Hinrichtung zu filmen.
Hugo fährt zum Gefängnis und baut seine Geräte auf. Der Gefangene zum Galgen geführt. Es werden ihm die Arme und Beine gefesselt. Eine dunkle Kapuze wird ihm über den Kopf gezogen und die Schlinge um den Hals gelegt. Hugo filmt das alles mit seiner Kamera, wobei er auch seinen Lichtverstärker einschaltet. Da geschieht etwas Unerwartetes: Ein grässlich aussehendes, geisterhaftes Wesen ist in dem blendend-blauen Lichtstrahl zu sehen. Es versucht verzweifelt, zu dem Todeskandidaten zu gelangen, was ihm offenbar jedoch nicht gelingt. Alle Zuschauer, unter ihnen Edward, fordern entsetzt den sofortigen Stopp der Hinrichtung. Aber die Wachen haben bereits den Hebel betätigt, welcher die Klappe zu Füßen des Delinquenten öffnet. Der Mann stürzt hinein, stirbt aber nicht. Stattdessen windet er sich gefesselt im Todeskampf. Wärter versuchen ihn festzuhalten. Aber auch das hilft zunächst nicht. Erst als Hugo den Lichtverstärker ausschaltet, verschwindet der Geist und der Delinquent stirbt. In der Nacht schleicht sich Hugo jedoch erneut an den Ort der Hinrichtung, um ein Foto des Gehenkten zu machen. Dieses Foto, wie auch ein von Clive zwei Wochen nach dessen Tod aufgenommenes Bild, bestätigen Hugos Annahme.
Offenbar erscheint der Asphyx nur für einen kurzen Moment, um die Seele des Verstorbenen zu holen. Dann verschwindet er wieder. Jetzt will er es genau wissen. Zu diesem Zweck füttert Hugo ein Meerschweinchen mit Gift. Kurz darauf bricht das Meerschweinchen regungslos zusammen. Giles und Hugo schalten sofort zwei Lichtverstärker ein. Der eine ist jenes jetzt an der Decke befestigte Gerät, welches auch schon bei den Aufnahmen der Hinrichtung benutzt wurde. Der andere ist auf einem sargähnlichen Behälter befestigt, in welchen er seinen blauen Lichtstrahl abgibt. Es gelingt den beiden Männern schließlich, den Asphyx des Meerschweinchens einzufangen. Das bedeutet, es gibt jetzt nichts mehr, womit es getötet werden könnte, es sei denn, man ließe seinen Asphyx wieder frei. Beflügelt von diesem Erfolg beschließen die beiden Wissenschaftler, ihr Experiment mit einem menschlichen Asphyx zu wiederholen. Sie werden in Giles ehemaligen Waisenhaus fündig: ein junger an Tuberkulose erkrankter Mann. Hugo nimmt ihn mit zu sich nach Hause. Christina Hugos Tochter, wundert sich, warum der Mann hier ist und wo er überhaupt herkommt.
Die Tuberkulose hat bereits auf die Lungen übergegriffen. Das heißt, der Mann wird sterben. Er fügt sich ergeben in sein Schicksal, bedankt sich für die Gastfreundschaft und hat zum Schluss nur noch eine Bitte: Man möge ihm, sobald er tot wäre, den Seziertisch ersparen. Lebendig hätte er niemandem etwas genutzt. Aber tot würden sich wenigstens ein paar Knollen an ihm erfreuen. In der Nacht schließlich ist es soweit: Der Mann hat einen schweren Hustenanfall, welcher zweifellos tödlich enden wird. Hugo und Giles eilen herbei, um ihre Geräte aufzubauen. Als der Lichtverstärker diesmal eingeschaltet wird, erscheint direkt vor dem Gesicht des Sterbenden sein Asphyx. Hugo ist begeistert: Sie haben einen menschlichen Asphyx gefangen. Giles bittet jedoch darum, den Asphyx wieder freizulassen, da der Mann Höllenqualen leidet. Hugo will jedoch zuerst das Experiment beenden, um seine Machbarkeit zu beweisen. Aber so weit kommt es gar nicht. Denn der Mann ist mittlerweile so verzweifelt und verängstigt, dass er Hugo ein Glas, welches er gerade vom Tisch zu fassen bekommen hat, mit den Worten: „Lass mich sterben!“ entgegenschleudert. Hugo wird vom Inhalt des Glases, einer ätzenden Säure, vollends ins Gesicht getroffen, worauf er schreiend zurückweicht. Die Lichtverstärker werden daraufhin abgeschaltet, sodass der Todkranke tatsächlich stirbt. Wenig später liegt Hugo, ärztlich versorgt, schlafend in seinem Bett. Am nächsten Morgen erwacht er, zwar mit leicht entstelltem Gesicht, aber immer noch voller Tatendrang. Er will weitermachen, denn er sucht, was bereits zu erwarten war, nach Unsterblichkeit. Er wünscht von Giles, dass dieser den Asphyx seines Adoptivvaters herbeiruft und einfängt. Zur Belohnung stellt ihm Hugo die Heiratserlaubnis in Aussicht. Außerdem will er auch ihn und Christina unsterblich machen. Das Experiment beginnt: Hugo nimmt auf einem elektrischen Stuhl platz. Aber gerade, als der Strom und der Lichtverstärker eingeschaltet ist bemerkt Giles, dass niemand da ist, um den Verstärker am Behälter für den Asphyx zu bedienen.
Ein Unglück kann nur verhindert werden, weil zufällig Christina hereinkommt. Mit vereinten Kräften gelingt es den beiden jungen Leuten schließlich, den Asphyx einzufangen. Gemeinsam befreien sie Hugo vom elektrischen Stuhl, worauf sie ihn zu Bett bringen. Christina verlangt eine Erklärung für das was passiert ist. So hat Giles keine andere Möglichkeit, als ihr die Wahrheit zu sagen. Gemeinsam tragen sie den Behälter, in welchem der Asphyx ihres Vaters gefangen ist, ins Grabgewölbe, wo sie ihn neben Clives Sarg stellen. Dort wird der Behälter auch an die Wasserversorgung angeschlossen, wodurch der Asphyx auf ewig gefangen gehalten werden kann. Hugo kann also nicht sterben. Christina vermag das nicht zu glauben. Am nächsten Tag haben Hugo und Giles eine heftige Auseinandersetzung. Hugo passt es nicht, dass seine Tochter nun auch über die aktuellen Experimente Bescheid weiß. Giles kontert, dass er, also Hugo, am gestrigen Abend gestorben wäre, wenn seine Tochter nicht zufällig hereingekommen wäre. Sie hätten beide nicht bedacht, dass das Experiment zwei Helfer erfordert, einen an jedem der beiden Verstärker. Dadurch ließ es sich nicht vermeiden, dass Giles gezwungen, war ihr die Wahrheit zu sagen. Sie ihm aber nicht glaube. Das passt Hugo auch nicht, denn er will ja auch seine Tochter und seinen künftigen Schwiegersohn, sowie deren Kinder und Enkelkinder unsterblich machen. Die Familie Cunningham soll ewig leben, um gute Werke für England und die Menschheit tun zu können. Also muss ein schlagender Beweis für die Unsterblichkeit her. Und so finden sich Christina und Giles am Abend desselben Tages allein im Hause Cunningham. Giles hat Christina erklärt, ihr Vater wäre ausgegangen und würde sicherlich erst spät zurückkehren. Schließlich unterhalten sich die beiden über das Thema Unsterblichkeit.
Christina kann sich das nicht so recht vorstellen. Giles antwortet mit der Frage, ob sie denn Angst davor hätte, bis in alle Ewigkeit mit ihm zusammen zu sein. Am nächsten Morgen entdeckt Christina, dass das Bett ihres Vaters unberührt ist. Giles, hierüber von seiner aufgeregten Verlobten informiert, führt sie ins Grabgewölbe. Dort muss ihm Christina bei der Öffnung eines Sarges helfen. In diesem Sarg liegt Hugo. Giles hält seinem Adoptiv- und künftigen Schwiegervater ein Fläschchen Riechsalz an die Nase, sodass dieser alsbald aufwacht. Er ist zwar noch etwas benommen, aber ansonsten wohlauf. Nun fragt Giles, welchen Beweis sie noch benötige, dass es möglich wäre, unsterblich zu werden. Ihr Vater habe schließlich die ganze Nacht in einem absolut luftdicht abgeschlossenen Sarg gelegen und unbeschadet überlebt. Wenig später kommt es zwischen Hugo und seiner Tochter zu einem heftigen Streit. Sollte sie sich weigern, unsterblich werden zu wollen, so wird es keine Hochzeit mit Giles geben. Christina erwidert, dass sie es als falsch empfindet, unsterblich zu werden. Kurz darauf stellt Giles seinen Adoptivvater zur Rede. Er erklärt, nicht zulassen zu wollen, dass Hugo seine Tochter zu etwas zwingt, was von ihr abgelehnt wird. Hugo kontert barsch, er habe sehr wohl das Recht, sie nötigenfalls dazu zu zwingen. Später am Tage beruhigt sich die Situation jedoch vorerst. Hugo spricht noch einmal in deutlich moderaterem Ton mit seiner Tochter. Er erklärt ihr, dass er sie nur aus Liebe darum bitte, ihm diesen Gefallen zu tun. Er habe schließlich schon Clive verloren. Sie und Giles wolle er nicht auch noch verlieren. Christina hat sich mittlerweile ebenfalls beruhigt und willigt in das Experiment zur großen Freude ihres Vaters ein. Sie wolle gerne tun, was ihn glücklich macht. Also wird erneut ein Experiment vorbereitet. Diesmal soll der Asphyx mit einer Guillotine herbeigerufen werden.
Christina hat zunächst panische Angst davor, sich unter dieses Todesinstrument zu legen. Aber Giles erklärt ihr, dass er und Hugo genauestens aufpassen würden. Hugo hat die Apparaturen ein wenig umgebaut. Das soll ein Beinaheunglück wie beim letzten Mal verhindern. Giles soll sowohl den Verstärker am Sargbehälter für den Asphyx, als auch die Guillotine bedienen, Hugo wird sich um das Einfangen des Todesgeistes kümmern. Doch es kommt trotz aller Vorsicht zur Katastrophe: Während das Fallbeil sich langsam herabsenkt und der Asphyx erscheint, sieht Hugo plötzlich, wie das unsterbliche Meerschweinchen einen Wasserschlauch durchbeißt. Der führt zu dem zweiten Verstärker, welcher den Asphyx seiner Tochter in sein Gefängnis, einen der sargähnlichen Behälter, sperren soll. Sofort stürzt sich Hugo auf das Gerät, stößt dabei aber aus Versehen Giles beiseite. Der lässt, durch diesen Vorgang erschrocken, den Hebel des Fallbeils los, worauf dieses unkontrolliert und mit voller Wucht hinuntersaust und Christina enthauptet. Zu Tode erschrocken erkennt Hugo, welches Unglück gerade geschehen ist. Später am Abend betritt Giles verzweifelt das Grabgewölbe. Christina ruht mittlerweile, in ein weißes Totenhemd gekleidet, ihr Haar mit einem Blumenkranz geschmückt, in ihrem Sarg. Giles betrachtet seine verstorbene Verlobte mit einer Mischung aus tiefer Trauer und Wut.
Dagegen ist Hugo der Verzweiflung nahe. Er sieht seine Arbeit als gescheitert an. Hugo will seinen Asphyx freilassen und sein Leben beenden. Giles stimmt zu, besteht jedoch als Bedingung zuvor darauf, von seinem Adoptivvater unsterblich gemacht zu werden. Er will nach eigenem Bekunden dessen Arbeit fortsetzen. Grundsätzlich sei der Weg, welchen sie eingeschlagen haben, richtig. Christinas Tod war ein tragischer Unfall. Das soll sich nicht wiederholen. Um das zu erreichen, brauche er, jedoch mehr Zeit für Forschungen. Hugo willigt schließlich ein. Ein drittes Experiment wird schließlich vorbereitet. Aber Hugo ahnt nicht, welche Pläne sein Adoptivsohn in Wirklichkeit verfolgt: Giles geht nachts ins Labor und manipuliert die Lichtverstärker. Am nächsten Tag soll das Experiment durchgeführt werden. Giles will sich auf einen Stuhl setzen, über welchen ein Glaskasten gestülpt wird. Dieser soll mit Gas geflutet und so der Asphyx herbeigerufen werden. Hugo erklärt, er habe die Verstärker so umgebaut, dass er alles alleine bedienen könne. Das Experiment beginnt. Giles nimmt auf dem Stuhl Platz, worauf der Glaskasten über ihn gestülpt wird. Hugo schließt die Schläuche an und dreht das Giftgas auf. Sodann tritt er an den Deckenverstärker. Er legt den Auslösehebel um – und erschrickt: Es geschieht nichts, der Verstärker springt nicht an.
So oft Hugo den Hebel auch betätigt, es erscheint weder der typische blendend-blaue Lichtstrahl, noch der Asphyx. Angsterfüllt will Hugo seinem Adoptivsohn Sauerstoff zuführen und das Gas abdrehen. Aber da gibt es plötzlich eine fürchterliche Explosion. Giles hat heimlich ein Feuerzeug mit in den Glaskasten genommen, welches er, den Namen seiner toten Verlobten auf den Lippen, nunmehr entzündet. Die Explosion verwüstet das gesamte Labor und tötet Giles augenblicklich. Hugo bleibt jedoch unversehrt. Hugo glaubt, er habe auch Giles getötet. Er eilt zum Grabgewölbe um seinen Asphyx freilassen. Aber an der Tür zum Grabgewölbe hält er inne, nimmt das unsterbliche Meerschweinchen auf den Arm und streichelt den einzigen ihm verbliebenen Freund und Begleiter auf dem Weg durch die Unsterblichkeit.

### London, wieder in der Gegenwart
Es ist ein schöner, sonniger Tag. Ein alter Mann in vollkommen zerlumpter Kleidung, geht die Straße entlang. Er hält kurz an und wendet seinen Blick dem Himmel und der aufgehenden Sonne zu. Dabei erhält der Zuschauer einen Blick auf das Gesicht des Mannes. Es ist voller Falten und starr wie eine Totenmaske. Der Mann ist niemand anderes als der unsterblich gewordene Hugo Cunningham. Er hat seinen Landsitz nach all diesen Schrecknissen offenbar verlassen und irrt nunmehr seit gut einem Jahrhundert ziellos durchs Land. Dabei hält er immer noch seinen einzigen Weggefährten und Freund, das ebenfalls unsterbliche Meerschweinchen, auf dem Arm. Er streichelt es erneut und will schließlich die Straße überqueren. Da rasen plötzlich die beiden an dem Verkehrsunfall, welcher zu Beginn des Films zu sehen war, beteiligten PKW aufeinander und auf ihn zu. Es quietschen Bremsen, dann erfolgt der Aufprall.